# 萧孝恭
萧孝恭（1038年—1081年2月21日），辽朝官员，出自契丹蕭氏，萧惟信的独子。
萧孝恭通晓老子典、孔氏文、律吕、象纬。辽道宗任命他以牌印祗候掌宿史。历任左奉宸、恩州同知、燕京神军详稳、滦州刺史、永州观察使，特授本部族节度使。官至南宰相府所官初鲁得部族、本部族节度使、银青崇禄大夫、检校司空、使持节兰陵县开国男、食邑三百户。大康七年正月初十（1081年2月21日）在松州北白亭驿病故，时年四十四岁。其祖先历任南府宰相。曾祖父左仆射、判平州诸军事、南宰相萧杨宁。祖父南宰相兼中书令蕭德順，父亲南宰相兼中书令、魏国公萧惟信。叔父南宰相、同中书门下平章事、判西京留守事萧惟忠。家族拜相之人有十一人。三个妹妹：萧都哥，嫁给奚王府监军太尉耶律桂；萧卢佛女，嫁给耶律桂亲兄、牌印将军耶律解里；萧乌卢本，嫁给见判易州团练使耶律筠。夫人耶律氏，耶律迪烈之女。有三子：萧消灾奴、萧杨奴、萧望孙；二女：萧召相、萧了孙。